# Cooga
Cooga（クーガ、1969年5月19日 - ）は、日本の元女子プロレスラー。近年は一般の仕事をしながら、女子プロレスの記念興行やYoutubeなどで時々公に姿を現す。結婚と離婚を2度繰り返し、現在は独身で成人した子供が1人いる。

## 経歴
1986年9月25日、全日本女子プロレス大宮スケートセンター大会で神谷美織として対高橋美香戦でデビュー。
1992年12月13日、引退。
1996年4月14日、ヴェルファーレで開催された吉本女子プロレスJd'旗揚げ戦で覆面レスラー「Cooga」として参戦。最後まで「正体不明」を貫いたが、そのためタッグマッチではマスクを脱がされると、そのまま素顔を隠して戦闘不能になってしまい、結果パートナーを見殺しにしてしまうことも多く、中期から後期にかけてのタッグマッチでは明らかにパートナーを孤立させることを狙った相手チームにマスクを剥がされることが多かった。
1999年12月28日、Jd'後楽園ホール大会のメインイベントでTWF世界王者のライオネス飛鳥に挑戦するも敗北して、その場でマスクを脱いで正体を明かしたと同時に引退を発表。
2000年1月10日、Jd'後楽園ホール大会で引退セレモニーが行われた。

## 得意技
正拳突き
スカイカナールホールド
飛び付き回転エビ固め
タイガードライバー
スイングDDT

## 入場曲
- 初代 : Lumber Jack（鳥山雄司）
- 2代目 : アタック（Cooga）

## タイトル歴
- 全日本タッグ王座
- TWF世界タッグ王座